# Dolmen de les Comes Llobes dels Pils
Comes Llobes dels Pils és un dolmen de pissarra situat al terme municipal de Rabós d'Empordà, (Alt Empordà), inclòs a l'Inventari del Patrimoni Arqueològic i Paleontològic de Catalunya.
Situat a la pista que mena del Mas Pils al monestir de Sant Quirze de Colera, en un vessant de la muntanya a 400 m del camí, després d'una forta pujada.

## Descripció
Es tracta d'un sepulcre de corredor amb cambra pentagonal. Manté dretes set lloses i la coberta, així com restes del túmul. Fou identificat per Josep Antoni de Nouvilas el segle xix, més tard Joaquim Botet i Sisó també en va donar notícia i el 1934 fou excavat amb uns bons resultats. El 1997 fou objecte d'una restauració.
El corredor d'accés a la cambra està fet amb murs de pedra seca de pissarra, té una longitud de 2,2 m, una amplada de 0,9 m i una alçada conservada de 0,55 m. No s'hi ha detectat restes d'enllosat, però l'entrada estava obturada per un mur de 0'50 m d'amplada. El túmul devia de ser de tendència circular amb un diàmetre de 7 o 8 m, en contrafort frontal de 180° i estava format amb un reompliment de pedregar i terra. Segons les dades de la trinxera feta al túmul l'any 1988,  la massa tumulària estava formada per grans blocs a la base i per blocs més petits en superfície. No s'hi observà cap altra estructura interna. L'anell extern de contenció devia d'estar format per grans blocs ajaguts, que devien ser la base d'un mur de pedra seca. Les restes d'aquest anell es varen detectar al final de la trinxera esmentada i també es veia al davant del monument. A la cara externa de la coberta, cobrint gairebé tota la seva superfície, hi ha 38 cassoletes aïllades.